# Ньютон, Уильям
Уи́льям Э́ллис Нью́тон (англ. William Ellis Newton; 8 июня 1919, Сент-Килда, Виктория, Австралия — 29 марта 1943, Саламауа, оккупированная Японской империей Территория Новая Гвинея) — австралийский военнослужащий, капитан авиации Королевских военно-воздушных сил Австралии. Кавалер креста Виктории.
Билл Ньютон родился в 1919 году в Сент-Килде, штат Виктория. Был единственным ребёнком во втором браке своего отца-дантиста, у которого было ещё трое детей. Активно занимался спортом, достиг значительных успехов в крикете, в частности играл в сборной штата. В 1937 году окончил среднюю школу и после внезапной смерти отца устроился на работу. В 1938 году поступил на службу в Гражданские военные силы. В 1939 году, в день начала Второй мировой войны, записался добровольцем в Королевские военно-воздушные силы Австралии, куда был зачислен в 1940 году. Окончил несколько лётных школ, освоил самолёты «De Havilland Tiger Moth», «CAC Wirraway», «Avro Anson», «Lockheed Hudson», «Douglas Boston», работал инструктором и обучал других лётчиков. В звании капитана авиации служил в 22-й (Сиднейской) эскадрилье, участвовал в бомбардировках японских позиций в Новой Гвинее, всего совершив 52 боевых вылета. 16 марта 1943 года в составе звена из семи самолётов под плотным зенитным огнём разбомбил японские склады в районе перешейка Саламауа, долетев до базы с повреждёнными фюзеляжем, крыльями, ходовой частью, пробитыми топливными баками и одной из шин. 18 марта, через два дня, в составе звена из пяти самолётов снова вылетел на бомбардировки в район Саламауа на своём «Douglas Boston» (в состав экипажа входили штурман Иствуд и радист Лайон). Самолёт Ньютона был обстрелян и загорелся, однако он смог посадить его в море, но Иствуд погиб. Ньютон и Лайон смогли доплыть до берега, но вскоре были пленены японцами. После нескольких дней допросов и пыток оба были показательно казнены по приказу японского адмирала — Лайон заколот штыком, Ньютон обезглавлен. 19 октября за действия 16 марта Ньютон был награждён крестом Виктории, высшей наградой Великобритании и Содружества за храбрость перед лицом врага.

## Биография

### Молодые годы
Уильям Эллис Ньютон родился 8 июня 1919 года в Сент-Килде, пригороде Мельбурна, штат Виктория. Родители — урождённые австралийцы Чарльз Эллис Ньютон, дантист по профессии, и его вторая жена Минни, урождённая Миллер. У Уильяма от первого брака его отца было два брата, Джон и Линдси, а также сестра Филлис. Уильям был единственным совместным ребёнком Минни и Чарльза. По вероисповеданию семья принадлежала к англиканству.

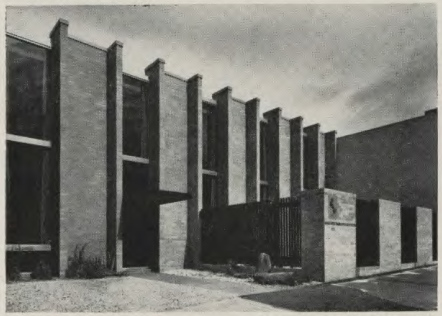
Склад компании «Makower, McBeath & Co. Pty Ltd», 1960-е гг.

Уильям был известен просто как Билл. В 1929 году он поступил в Мельбурнскую церковную школу грамоты, но два года спустя перевёлся в близлежащую центральную школу Сент-Килда-парк, поскольку материальное положение семьи значительно ухудшилось из-за Великой депрессии и платить за учёбу уже не было возможности. В 1934 году, в возрасте 15 лет, Билл смог вернуться в Мельбурнскую школу, где однако не отличался хорошей успеваемостью, и в 1937 году наконец получил свидетельство о среднем образовании. После внезапной смерти отца в 51 год от сердечного приступа, 17-летний Уильям отбросил мысли о дальнейшей учёбе и начал работать на складе шёлка при головном офисе компании «Makower, McBeath & Co. Pty Ltd» в Мельбурне.
Выделяясь, по отзывам учителей, отличными лидерскими качествами, во время учёбы в школе Билл занимал пост старосты и дослужился до сержанта в кадетском корпусе. Привлекательный, высокий, сильный молодой человек, Ньютон, ростом в 191 сантиметров и весом в 102 килограмма, был подобен Атланту, ввиду чего хорошо смотрелся в военной форме. Он был талантливым и выдающимся спортсменом — занимался многоборьем, играл в водное поло, австралийский футбол, гольф и крикет. Билл был членом гольф-клуба Виктории, но получил нулевой гандикап. Также он являлся вице-капитаном школьной команды по футболу, сыграв за «Старых мельбурнцев» шесть игр в 1939 году и две игры в 1940 году; один из футбольных тренеров отзывался о Ньютоне как о «совершенно бесстрашном и почти бесшабашном» игроке. Помимо этого Билл представлял свою школу на соревнованиях по плаванию, и именно в школьной команде начал играть в крикет.
Будучи быстрым боулером, в 1937—1938 годах Билл играл за команду Викторианской крикетной ассоциации «Новички» и дружил с Китом Миллером, который занимал позицию подающего. В январе 1938 года в тестовом матче «Новичков» на стадионе «Мельбурн Крикет Граунд» он уволил отбивающего Билла Понсфорда, единственного австралийца, который дважды набрал 400 очков в первоклассных иннигсах. По итогам хорошего сезона в «Новичках», в следующем году Ньютон был отобран в сборную Виктории по крикету. В игре против сборной Нового Южного Уэльса, своём первом и единственном матче, он взял калитки Рона Саггерса и Артура Морриса, которые, как и Миллер, вошли в число «Непобедимых».

### Военная служба

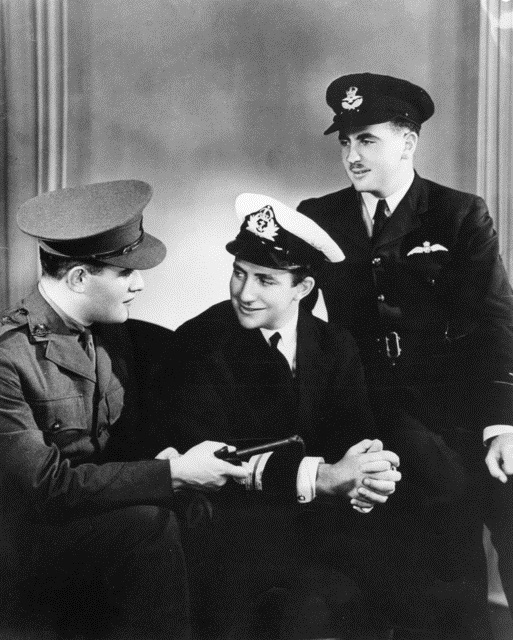
Братья Ньютоны, ок. 1942 г.

28 ноября 1938 года Ньютон записался в Гражданские военные силы и служил рядовым в пулемётной части Королевского Мельбурнского полка. Продолжив работать на складе, в первый день Второй мировой войны, в 1939 году он подал в отставку и добровольно одним из первых записался в Королевские военно-воздушные силы Австралии. Ранее, по достижении совершеннолетия в 1937 году, в возрасте 18 лет Ньютон предпринял попытку поступить на военную службу, однако мать отказалась дать своё разрешение, но после объявления Австралией войны она согласилась с желанием своего сына. Перед уходом из дома, Билл сказал своей обеспокоенной матери: «Если я не вернусь, не падай духом. Запомни, без слёз. Просто налей стаканчик шерри в память обо мне». Братья Ньютона, пошедшие по отцовскому пути и ставшие дантистами, также записались в вооружённые силы: Джон служил в звании хирург-лейтенанта в Королевском австралийском военно-морском флоте, а Линдси был капитаном в Армейском медицинском корпусе. В 1942 году Джон выжил при крушении «HMAS Canberra», потопленного японцами при битве в Соломоновом море.

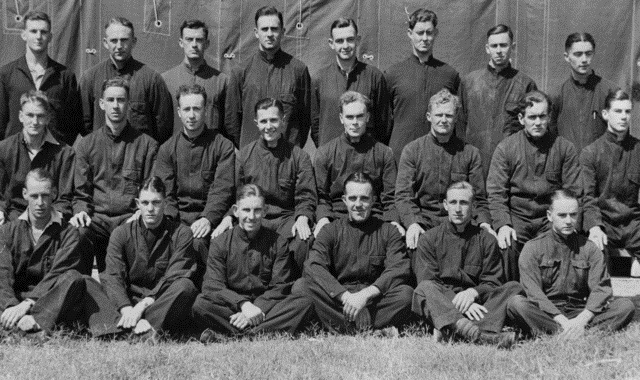
Ньютон среди выпускников 1-й лётной школы, Парафилд, 1940 год

5 февраля 1940 года Ньютон был официально зачислен в ВВС. Он прошёл подготовку в 1-й начальной летной тренировочной школе на авиабазе «Парафилд», штат Южная Австралия, а затем в 21-й эскадрилье на авиабазе «Лавертон», штат Виктория, где освоил самолёты «De Havilland Tiger Moth» и «CAC Wirraway». 28 июня 1940 года, по окончании обучения, Ньютон получил звание лейтенанта авиации. После прохождения курсов повышения квалификации на самолёте «Avro Anson» в 1-й летной тренировочной школе на авиабазе «Пойнт-Кук», 9 сентября он был назначен на должность пилота-инструктора, а затем окончил Центральную лётную школу в Камдене, штат Новый Южный Уэльс. 16 декабря Ньютон стал инструктором на самолётах «CAC Wirraway» и стал обучать пилотов в соответствии с имперской схемой воздушной подготовки в 2-й служебной летной тренировочной школе на авиабазе «Уогга» под командованием полковника авиации Фредерика Шергера. 28 декабря Ньютон был повышен в звании до старшего лейтенанта авиации.
5 ноября 1941 года Ньютон перешёл в недавно созданную 5-ю служебную летную тренировочную школу на авиабазе «Уранкуинти». Он не был удовлетворён сложившимся положением вещей, поскольку ждал направления на боевое задание, и в итоге, к своему счастью, прослужил там недолго. В феврале 1942 года Ньютон был отобран для прохождения навигационного курса на самолёте «Avro Anson» в школе общей рекогносцировки в Лавертоне, откуда был отправлен в 1-е оперативное тренировочное подразделение в Сейле, штат Виктория, где в марте-апреле прошёл переобучение для управления двухмоторным лёгким бомбардировщиком «Lockheed Hudson».

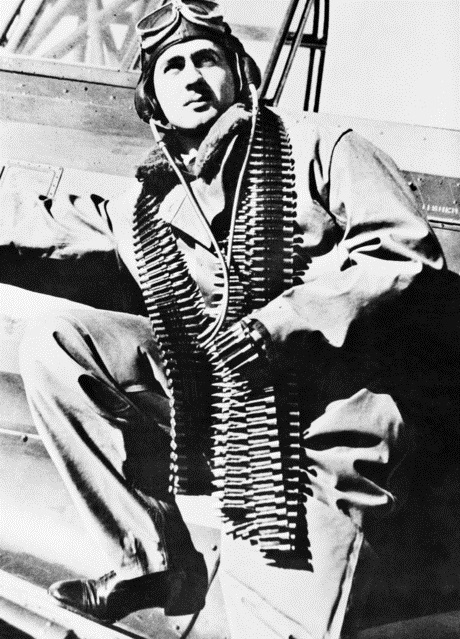
Ньютон у самолёта, ок. 1942—1943 г.

1 апреля 1942 года Ньютон был повышен до капитана авиации. 9 мая он получил назначение в 22-ю (Сиднейскую) эскадрилью, задействованную в операциях и базирующуюся на авиабазе «Ричмонд», штат Новый Южный Уэльс. В момент прибытия Ньютона к месту службы, самолёты «Lockheed Hudson», которыми была укомплектована эскадрилья, как раз заменялись на более совершенные «Douglas Boston». Вместе с сослуживцами Ньютон был завсегдатаем ночных клубов Сиднея, и один из товарищей описал его как «крупного, порывистого, приятного парня, который мог перепить большинство из нас за столом, хорошего пилота, разбирающегося в спорте и умевшего общаться с девушками». В июле-сентябре эскадрилья принимала участие в сопровождении морских конвоев и была задействована в противолодочных патрулях у Сиднея, а затем была переведена на север — на авиабазу «Таунсвилл», штат Квинсленд — там пилоты совершенствовались в опасном искусстве бомбардировок, обстрелов и атак наземных целей. В ноябре эскадрилья была подчинена 9-й оперативной группе и развёрнута в Порт-Морсби, Территория Папуа.
1 января 1943 года Ньютон совершил первый боевой вылет под руководством майора авиации Кита Хэмпшира. В течение февраля, на низкой высоте ввиду гористой местности и муссонной погоды, он участвовал в атаках на японские войска, действовавшие против союзников в провинции Моробе, в частности в районе города Малаханг. В начале марта эскадрилья была задействована в битве в море Бисмарка, одном из ключевых сражений Тихоокеанского театра военных действий; так, в частности, Ньютон участвовал в бомбардировках и обстрелах аэродрома Лаэ для пресечения взлётов вражеских истребителей, которые могли перехватить самолёты союзников, атакующие японский флот.
Всего Ньютон выполнил 52 боевых вылета, включая последний, в которых неизменно отличался храбростью и решимостью, при том, что в 90 процентах случаев его самолёт «A28-7 Boston» подвергался плотному зенитному огню. Ньютон не прибегал к уклончивым манёврам и направлял свой самолёт прямо к цели, которые неизменно поражал, оставляя за собой одно лишь пламя, ввиду чего получил от товарищей прозвище «Огненный жук». Среди японских же зенитчиков он был известен как «Синяя кепка» — по привычке одевать на вылеты старую синюю кепку, в которой ранее играл в крикет. Несмотря на опасность воздушной войны в Новой Гвинее, Ньютон высоко оценивал действия сухопутных войск и однажды сказал: «Каждый из солдат на земле должен быть удостоен двух медалей, прежде чем любой из лётчиков будет награждён хоть одной».

### Последняя миссия, пленение, казнь

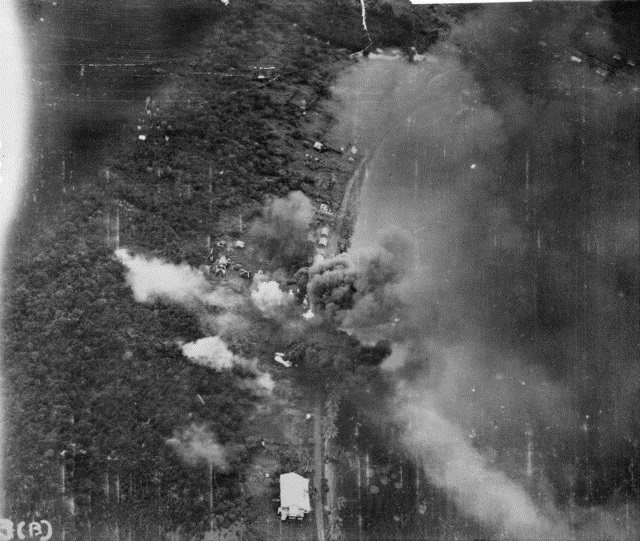
Последствия атаки Ньютона, Саламауа, 16 марта 1943 года

После атак на Лаэ, в марте 1943 года Ньютон совершил три вылета на бомбардировки японских позиций в районе перешейка Саламауа. Во время первого рейда правый двигатель его самолёта вышел из строя при пролёте прямо над целевой областью, но Ньютон смог завершить атаку, а затем на одном двигателе смог пролететь около 290 километров до своей базы.
Несколько дней спустя, 16 марта звено из семи самолётов «Boston» вылетело на миссию в район перешейка Саламауа. Самолёт Ньютона был неоднократно обстрелян японской зенитной артиллерией, в результате чего были повреждены фюзеляж, крылья, ходовая часть, а также пробиты топливные баки и одна из шин. Один из снарядов попал прямо в патронный ящик, однако он к счастью не взорвался. Невзирая на состояние самолёта, Ньютон продолжил атаку, отбомбившись на низкой высоте по складам боеприпасов и запасов топлива, а затем вернулся на второй заход в целевую зону, обстреляв несколько объектов из пулемётов. Затем, Ньютону удалось долететь обратно до базы на своём искалеченном самолёте, на котором обнаружено 98 пулевых отверстий, и успешно его посадить под взглядами шокированных сослуживцев.

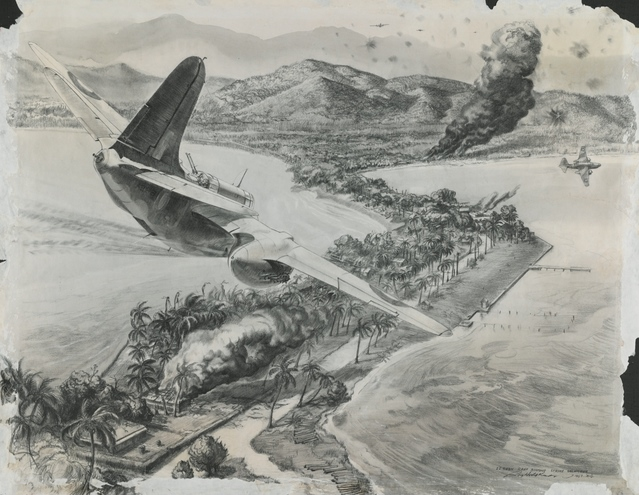
Зарисовка последнего боя Ньютона, Саламауа, 18 марта 1943 года

18 марта, два дня спустя, звено из пяти самолётов «Boston», включая самолёт Ньютона «A28-3» с командой из двух человек, вылетел на новую атаку японских позиций на перешейке Саламауа. Во время бомбардировки склада в целевой зоне, самолёт Ньютона подвергся зенитному обстрелу и загорелся. Пытаясь как можно дольше удержать свой самолёт на набранной высоте, чтобы отвести его от расположения противника, Ньютону пришлось вынужденно посадить его на воду, прямо в море на расстоянии около 800—900 метров от берега. Штурман самолёта и хвостовой стрелок, сержант Бэзил Иствуд, погиб при посадке, а Ньютон вместе с оператором радиосвязи, старшим сержантом авиации Джоном Лайоном, смогли выбраться из утонувшего самолёта, а затем доплыть до берега, около Лаупуу-пойнта. Иствуду был 31 год, тело его не было найдено.
Выбравшись на берег, Ньютон и Лайон с помощью местных жителей смогли пробиться вглубь острова в надежде выйти на связь с береговыми наблюдателями, но впоследствии вернулись на побережье, где были пленены японским патрулем из 5-го специального военно-морского десантного отделения под командованием лейтенанта Уити Комая. Затем двух летчиков доставили в распоряжение 51-й пехотной дивизии в Саламауа, где они содержались до 20 марта и регулярно допрашивались. По некоторым данным, за время десятидневного заключения Ньютон был подвергнут пыткам. Потом лётчиков перевезли в Лаэ, где по приказу командующего 7-ми военно-морскими базовыми силами контр-адмирала Руйтаро Фудзиты коммандер Митяку Ясудзи штыком насмерть заколол Лайона, поставленного со связанными сзади руками на краю свежевырытой могилы у местного аэродрома, где он затем и был похоронен. Ньютона же доставили обратно в Саламауа, где по приказу того же Фудзиты 29 марта 1943 года по самурайской традиции он был торжественно казнён мечом через обезглавливание. Палачом выступил захвативший Ньютона лейтенант Уити Комай, что стало своеобразным «подарком» ему от Фудзиты. Ньютону было 23 года; Лайону было 26 лет, у него остались жена и две дочери.

### Посмертная судьба
По приказу командира эскадрильи Хэмпшира несколько экипажей отправились на поиски пропавшего самолёта — один сразу же вернулся с информацией о том, что Ньютона и Лайона видели в воде неподалёку от берега, а остальные были вынуждены позже прилететь на базу по причине нехватки топлива. Через две недели Хэмпшир написал письмо матери Ньютона, в котором он описал подвиги Билла и выразил надежду, что её сына ещё могут найти живым, отметив, что «Билл — один из тех редких товарищей, по которым я буду долгое время скучать, и, если так случится, буду вечно помнить». Затем Ньютон со всей командой был объявлен пропавшим без вести, и об их судьбе ничего не было неизвестно более шести месяцев. Подробности гибели Ньютона стали известны благодаря публикации дневника одного японского офицера, ставшего свидетелем одной из казней и гордо описавшего это событие как «проявление великодушия». Имя казнённого не было названо, но по косвенным признакам стало ясно, что под австралийским лейтенантом из Порт-Морсби, сбитым 18 марта на самолёте «Douglas» зенитным огнем и обезглавленным 26 марта 1943 года, имеется ввиду именно Ньютон. Согласно дневнику, Ньютон остался «непоколебимым до последнего», и после обезглавливания один из японцев в качестве издёвки вспорол казнённому живот. Запись из дневника, известная как «Кровавый карнавал», датируется 30 марта и сделана на японском наблюдательном посту в Саламауа:

29 мар. 1943. Все четверо из нас — Курокава, Нисигути, Яватэ и я — собрались перед штаб-квартирой ровно в 15 часов. Один из двух членов экипажа «Дугласа», который был сбит АА 18-го числа и несколько дней подвергался допросам в 7-й базовой армии, был возвращен в гарнизон Саламуа, и было решено убить его. Командир подразделения Комай, пришедший сегодня на наблюдательный пункт, лично сказал нам, что из чувства сострадания в соответствии с японским бусидо он сам собирается убить пленного своим любимым мечом. Итак, мы собрались, чтобы увидеть это.
После того, как мы прождали чуть больше десяти минут, группа сопровождающих зашла в помещение для охраны и приняла заключённого, которому дали последний глоток воды.
Начальник медицинской службы и командир подразделения вместе с командиром штабного взвода вышли из офицерских казарм, надевая свои военные мечи. Время пришло, и заключённый со связанными руками и с коротко постриженными волосами поведён нетвердой походкой вперед. Он, вероятно, понимает, что происходит, его посадили в грузовик и мы отправились в пункт назначения. Я сижу рядом с врачом, и с нами едет порядка десяти охранников. Под приятный грохот двигателя мы быстро едем по дороге в наступающих сумерках. За западными холмами засияло светящееся солнце, перед нами поднимаются гигантские облака, а вокруг опускаются сумерки.
Это не продлится долго. Когда я представляю себе сцену, свидетелями которой мы станем, моё сердце бьется быстрее. Я смотрю на заключённого. Вероятно, он смирился со своей судьбой. Как будто прощаясь с миром, он смотрит, сидя в грузовике, на холмы у моря, и, кажется, глубоко погрузился в свои думы. Я чувствую прилив жалости и отвожу глаза.
Проезжая мимо места, где в прошлом году кремировали оплакиваемого нами командира подразделения, техник Нисигути, должно быть, тоже думал о нём, потому что отметил: «Прошло много времени с тех пор, как мы были здесь в последний раз». Конечно, прошло много времени. Мы видим это место каждый день со смотровой площадки, но так и не дошли до него. Прошёл почти год с момента кремации командира отделения. Я был зол на себя, и, проезжая мимо этого места, я закрыл глаза и помолился об упокоении души Симидзу.
Грузовик едет вдоль берега моря. Позади нас осталось расположение военно-морской гвардии и теперь мы въезжаем в армейский сектор. Кое-где на травянистых полях видны солдаты, я мысленно благодарю их за службу, и мы едем дальше. Должно быть они поставлены здесь прошлой ночью после бомбардировок, так как на обочине дороги виднелись большие зияющие воронки, полные дождевой воды.
Через двадцать минут мы все прибудем к месту назначения и сойдем. Командир подразделения Комай встает и говорит заключённому: «Мы тебя убьем».
Когда он говорит заключённому, что в соответствии с японским бусидо он будет убит японским мечом и что у него будет две-три минуты на молитву, тот слушает со склоненной головой. Тихим голосом капитан авиации говорит несколько слов. Видимо, он хочет быть убитым одним ударом меча. Я слышу, как он произносит слово «один»
Командир подразделения застыл, его лицо стало напряженным, когда он ответил: «Да».
Теперь время пришло и заключённого заставляют встать на колени на краю наполненной водой воронки от бомбы. Он, очевидно, безропотен. Приняты меры предосторожности, охранники с поднятыми штыками окружили его, но он остается спокойным. Он даже вытянул шею. Он действительно очень смелый человек. Когда я ставлю себя на место пленных и думаю, что через минуту последует прощание с этим миром, хоть ежедневные взрывы и наполняют меня ненавистью, обычные человеческие чувства понуждают меня сжалиться над ним.
Командир подразделения достал свой любимый меч. Это знаменитый меч Осамунэ, который он показывал нам на наблюдательной станции. Он сияет на свету и вызывает холодные мурашки по спине. Он слегка постукивает шею заключённого тыльной стороной клинка, затем поднимает его обеими руками над головой и с размахом опускает вниз.
Я стоял весь в напряжении, но в этот момент я закрыл глаза.
Шшш… это должно быть звук струи крови, брызнувшей из артерии. С каким-то режущим звуком тело падает вперед. Это поразительно… он убил его одним ударом. Наблюдатели напирают вперед. Голова, отделённая от тела, катится перед ним дальше. Шшш… шшш… изливается темная кровь.
Все кончено. Голова мертвенно белая, как кукла. Ощущение дикости, которое было во мне совсем недавно, ушло, и теперь я не чувствую ничего, кроме истинного сострадания в соответствии с японским бусидо.
Старший капрал громко смеётся, «Ну, сейчас он войдет в Нирвану».
Затем, старший моряк из медицинской части берет меч начальника медицинской службы и, намереваясь погасить старые счёты, переворачивает обезглавленное тело на спину и разрезает живот одним чистым ударом. Они толстокожие, эти кето, даже кожа их живота толстая. Из тела не вышло ни капли крови. Он сразу же скидывается в воронку и закапывается.
Дует скорбный ветер, и я снова вижу эту сцену в своём воображении. Мы снова садимся в грузовик и возвращаемся. Уже темно. Выходим перед штаб-квартирой. Я прощаюсь с командиром подразделения Комаем и взбираюсь на гору с техником Курокавой.
Это то, что я запомню на всю мою жизнь. Если я останусь в живых, то будет о чём рассказать, поэтому я и написал об этом.
На наблюдательном посту Саламауа.
30 мар. 43. 1 час 10 минут, под звуки полночных волн.
N.B. Заключённый, убитый сегодня, был капитаном авиации ВВС из Морсби. Он был молодым человеком, всего двадцать три года.
Оригинальный текст (англ.)
29 Mar. 43. All four of us (Technicians Kurokawa, Nishiguchi, Yawata and myself) assembled in front of the headquarters at 1500 hours. One of the two members of the crew of the Douglas which was shot down by AA on the 18th, and who had been under interrogation by the 7th Base Force for some days, had been returned to the Salamua Garrison, and it had been decided to kill him. Unit Commander Kornai, when he came to the observation station today, told us personally that, in accordance with the compassionate sentiments of Japanese Bushido, he was going to kill the prisoner himself with his favourite sword. So we gathered to see this happen.
After we had waited a little more than ten minutes the escort party came to the guard house and took over the prisoner, who was then given his last drink of water.
The chief medical officer and the unit commander, together with the headquarters platoon commander, came out of the officers' mess wearing their swords. The time has come, so the prisoner, with his arms bound and his long hair cropped very close, totters forward. He probably suspects what is afoot but he is put on the truck and we set out for our destination. My seat is next to the medical officer, and ten guards ride with us. To the pleasant rumble of the engine we run swiftly along the road in the growing twilight. The glowing sun has set behind the western hills, gigantic clouds rise before us, and the dusk is falling all around.
It will not be long now. As I picture the scene we are about to witness, my heart beats faster. I glance at the prisoner: he has probably resigned himself to his fate. As though saying farewell to the world, as he sits in the truck, he looks at the hills and at the sea and seems deep in thought. I feel a surge of pity and turn my eyes away.
As we pass by the place where last year our lamented squad leader was cremated, Technician Nishiguchi must have been thinking about him too, for he remarked, «It's a long time since we were here last». It certainly is a long time. We could see the place every day from the observation post, but never got a chance to come. It is nearly a year since the squad leader was cremated. I was moved in spite of myself, and as I passed the place I closed my eyes and prayed for the repose of Shimizu's soul.
The truck runs along the seashore. We have left the Navy guard sector behind us, and now come into the Army guard sector. Here and there we see soldiers in the grassy fields, and I thank them in my heart for their toil as we drive on. They must have got it in the bombing the night before last, there are bomb craters by the side of the road, full of water from the rain.
In a little over twenty minutes we arrive at our destination and all get off. Unit Commander Komai stands up and says to the prisoner, «We are going to kill you».
When he tells the prisoner that in accordance with Japanese Bushido he will be killed with a Japanese sword, and will have two or three minutes' grace, he listens with bowed head. The flight lieutenant says a few words in a low voice. Apparently he wants to be killed with one stroke of the sword. I hear him say the word «one».
The unit commander becomes tense, and his face stiffens as he replies, «Yes».
Now the time has come, and the prisoner is made to kneel on the bank of a bomb crater filled with water. He is apparently resigned. The precaution is taken of surrounding him with guards with fixed bayonets, but he remains calm. He even stretches out his neck and is very brave. when I put myself in the prisoner's place and thrill that in one more minute it will be good-bye to this world, although the daily bombings have filled me with hate, ordinary human feelings make me pity him.
The unit commander has drawn his favourite sword. It is the famous Osamure sword which he showed us at the observation post. It glitters in the light, and sends a cold shiver down my spine. He taps the prisoner's neck lightly with the back of the blade, then raises it above his head with both arms, and brings it down with a sweep.
I had been standing with my muscles tensed, but at that moment, I closed my eyes.
SSh… it must be the sound of blood spurting from the arteries. With a sound as though something had been cut, the body falls forward. It is amazing… he had killed him with one stroke. The onlookers crowd forward. The head, detached from the trunk, rolls in front of it. SSh SSh… the dark blood gushes out.
All is over. The head is dead white like a doll's. The savageness which I felt only a little while ago is gone, and now I feel nothing but the true compassion of Japanese Bushido.
A senior corporal laughs loudly, «Well, he will enter Nirvana now».
Then a superior seaman of the medical unit takes the chief medical officer's sword and, intent on paying off old scores, turns the headless body over on its back, and cuts the abdomen open with one clean stroke. They are thick-skinned these Kato, even the skin of their bellies is thick. Not a drop of blood comes out of the body. it is pushed down into the crater at once and buried.
Now the wind blows mournfully and I see the scene again in my mind's eye. we get into the truck and start back. It is dark now. We get off in front of the headquarters. I say goodbye to the unit commander, Komai, and climb up the hill with Technician Kurokawa.
This will be something to remember all my life. If ever I get back alive it will make a good story to tell, so I have written it down.
At Salamua Observation Post.
30 Mar. 43. 0110 hours, to the sound of the midnight waves.
N.B. The prisoner killed today was an Air Force flight lieutenant from Moresby. He was a young man, only twenty-three.

5 октября штабом командования Юго-Западного Тихоокеанского региона во главе с американским генералом Дугласом Макартуром был официально опубликован полный перевод дневниковой записи казни австралийского лётчика, но без указания его имени. Директор разведки ВВС подполковник авиации Артур Чарльтон заявлял, что дневник не был официальным японским документом и не содержал убедительных доказательств, и поэтому не стал определённо говорить об идентификации казнённого. В то же время, начальник командования ВВС вице-маршал авиации Уильям Босток утверждал, что опубликование имени Ньютона сменит отношение его товарищей к службе «с обезличенного на чрезвычайно личное» и, следовательно, «серьезно повлияет на моральное состояние» членов 22-й эскадрильи. Известие о казни Ньютона после публикации его в газетах было встречено с чувством шока, ужаса и ярости в австралийском обществе. 12 октября 1943 года, по причине большого беспокойства среди родственников пленных и пропавших без вести военнослужащих, было выпущено заявление премьер-министра Австралии Джона Кэртина, в котором было указано, что родные казнённого были должным образом информированы о его судьбе. Мать Ньютона, известная стойким характером и тем не менее трудно справившаяся с потерей сына, сказала тогда: «Моё богатство — это моя огромная гордость за Билла. Я никогда не потеряю надежду на то, что мы встретимся снова».
В течение многих лет история гибели Ньютона была тесно переплетена с историей австралийского же разведчика — сержанта Леонарда Сиффлита, также захваченного в Новой Гвинее и казнённого 24 октября 1943 года в Аитапе. Казнь Сиффлита была заснята на фотокамеру, а в апреле 1944 года снимки были обнаружены американскими войсками на трупе мёртвого японского офицера возле Холландии, причём, как считалось тогда, на них был изображён Ньютон. Несмотря на идентификацию запечатлённого на фотографиях как Сиффлита, снимки до сих пор иногда неверно публикуются вместе с именем Ньютона. Однако, как известно, не было обнаружено ни одной фотографии его казни.

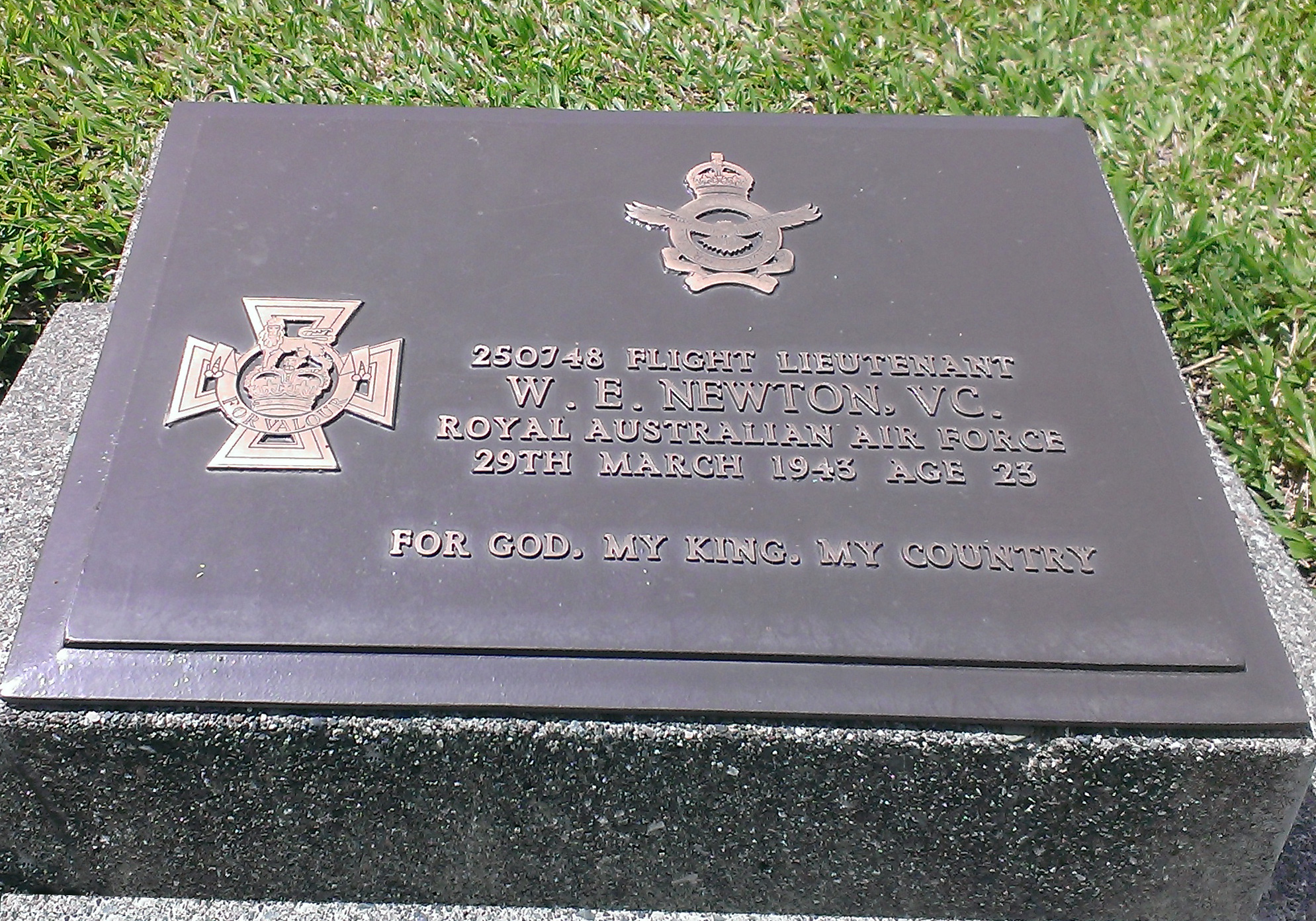
Надгробие на могиле Ньютона

После казни Ньютон был похоронен в безымянной импровизированной могиле, которой послужила заполненная водой воронка от бомбы в чайнатауне близ Кила-Пойнта, в нескольких метрах от моря. После освобождения Саламауа войсками союзников в сентябре 1943 года, тело было обнаружено Карлом Якобсеном, жителем Лаэ, бывшим солдатом Новогвинейского стрелкового полка и информатором американской разведки. Первоначально Ньютон был похоронен на Военном кладбище Саламауа, а в январе 1946 года перезахоронен с полными воинским почестями на военном кладбище Лаэ, где несколькими годами спустя упокоился и Лайон.
Ответственные за казнь Ньютона и Лайона не дожили до суда и по этой причине не были наказаны за совершение военных преступлений. Комай был убит в бою на Филиппинах 14 февраля 1945 года, незадолго до конца войны. Ясудзи покончил с собой, повесившись 19 мая 1947 года в своём семейном доме. Фудзита, арестованный австралийским управлением по военным преступлениям, умер 15 апреля 1947 года от заболевания почек (по другим данным — покончил с собой).

### Награждение крестом Виктории
17 августа 1943 года генерал-губернатор Австралии лорд Гоури представил Ньютона к награждению крестом Виктории. Он назвал Ньютона «уравновешенным, всесторонним, хорошо обученным и развитым» офицером с «веселым, естественным и заразительным характером личности», отдав должное его доблестной службе. 19 октября соответствующий указ о награждении Ньютона был подписан королём Георгом VI и опубликован в британских и австралийских правительственных газетах.

Министерство авиации, 19 октября 1943 года.
Король был любезно рад, по совету Австралийского правительства, удостоить КРЕСТА ВИКТОРИИ упомянутого офицера в знак признания весьма выдающегося мужества:
Капитан авиации Уильям Эллис НЬЮТОН (Авс. 748), Королевские Военно-Воздушные Силы Австралии (КВВВСА), 22-я эскадрилья (пропал без вести).
Капитан авиации Ньютон служил в 22-й эскадрилье, Королевские Военно-Воздушные Силы Австралии, в Новой Гвинее с мая 1942 года по март 1943 года и выполнил 52 боевых вылета.
Он неизменно проявлял большую храбрость и стойкую решимость в нанесении максимального урона врагу. Его первоклассные наступательные рейды и боевые столкновения увенчивались блистательным успехом. Гнушаясь тактикой уклонения при ураганном огне, он всегда летел прямо к своим целям. Он совершил множество отважных пулемётных атак вражеских позиций, в том числе во время полетов на низкой высоте на большие расстояния и в условиях сплошного упорного огня.
Трижды он прошёл сквозь интенсивный зенитный огонь для бомбардировки важных целей на перешейке Саламауа. В одном из этих случаев его правый двигатель вышел из строя, но ему удалось пролететь 160 миль и добраться обратно до аэродрома. Будучи ведущим при атаке 16 марта 1943 года, он преодолел интенсивный и точный артиллерийский огонь, неоднократно поразивший его самолёт. Тем не менее, он продолжил держаться своего курса и на низкой высоте отбомбился по своей цели. В результате атаки были разрушены многие здания и склады, в том числе два топливных хранилища объёмом 40 000 галлонов. Несмотря на то, что его самолёт был поврежден, в частности продраны фюзеляж и крылья, пробиты бензобаки, серьёзно повреждены расчалки и двигатели, а также порвана одна из основных шин, капитану авиации Ньютону удалось вылететь обратно на базу и совершить успешную посадку.
Несмотря на этот настораживающий опыт, через день он вернулся в ту же местность. Его целью на этот раз стало единственное здание и выполнение поставленной задачи оказалось ещё более трудным, но он снова пошёл в атаку с неизменной храбростью и решимостью, летев устойчивым курсом сквозь огненный поток. Он нанес удар по зданию, но в то же время его самолёт загорелся.
Капитан авиации Ньютон сохранил контроль над самолётом и хладнокровно направился обратно, полетев вдоль берега. Он считал своим долгом как можно дольше удержать самолёт в воздухе, чтобы отвести свой экипаж как можно дальше от вражеских позиций. С большим мастерством он посадил свой полыхающий самолёт на воду. Двое членов экипажа смогли выбраться и были замечены плывущими к берегу, но бравый лётчик пропал. По данным других лётных экипажей, которые стали свидетелями происшествия, его аварийный люк не был открыт, а шлюпка не была раздута. Не считаясь со своей собственной безопасностью, он сделал все, что мог для того, чтобы его экипаж не попал в руки противника.
Многочисленные образчики выдающийся храбрости, проявленной капитаном авиации Ньютоном, не имеют аналогов и послужат ярким вдохновляющим примером для всех его товарищей.

Оригинальный текст (англ.)
Air Ministry, 19th October, 1943.
The KING has been graciously pleased, on the advice of Australian Ministers, to confer the VICTORIA CROSS on the undermentioned officer in recognition of most conspicuous bravery: —
Flight Lieutenant William Ellis NEWTON (Aus. 748), Royal Australian Air Force, No. 22 (R.A.A.F.) Squadron (missing).
Flight Lieutenant Newton served with No. 22 Squadron, Royal Australian Air Force, in New Guinea from May, 1942, to March, 1943, and completed 52 operational sorties.
Throughout, he displayed great courage and an iron determination to inflict the utmost damage on the enemy. His splendid offensive flying and fighting were attended with brilliant success. Disdaining evasive tactics when under the heaviest fire, he always went straight to his objectives. He carried out many daring machine-gun attacks on enemy positions involving low-flying over long distances in the face of continuous fire at point-blank range.
On three occasions, he dived through intense anti-aircraft fire to release his bombs on important targets on the Salamaua Isthmus. On one of these occasions, his starboard engine failed over the target, but he succeeded in flying back to an airfield 160 miles away. When leading an attack on an objective on 16th March, 1943, he dived through intense and accurate shell fire and his aircraft was hit repeatedly. Nevertheless, he held to his course and bombed his target from a low level. The attack resulted in the destruction of many buildings and dumps, including two 40,000-gallon fuel installations. Although his aircraft was crippled, with fuselage and wing sections torn, petrol tanks pierced, main-planes and engines seriously damaged, and one of the main tyres flat, Flight Lieutenant Newton managed to fly it back to base and make a successful landing.
Despite this harassing experience, he returned next day to the same locality. His target, this time a single building, was even more difficult but he again attacked with his usual courage and resolution, flying a steady course through a barrage of fire. He scored a hit on the building but at the same moment his aircraft burst into flames.
Flight Lieutenant Newton maintained control and calmly turned his aircraft away and flew along the shore. He saw it as his duty to keep the aircraft in the air as long as he could so as to take his crew as far away as possible from the enemy's positions. With great skill, he brought his blazing aircraft down on the water. Two members of the crew were able to extricate themselves and were seen swimming to the shore, but the gallant pilot is missing. According to other air crews who witnessed the occurrence, his escape-hatch was not opened and his dinghy was not inflated. Without regard to his own safety, he had done all that man could do to prevent his crew from falling into enemy hands.
Flight Lieutenant Newton's many examples of conspicuous bravery have rarely been equalled and will serve as a shining inspiration to all who follow him.

Премьер-министр Австралии Джон Кэртин заявил, что награждение Ньютона «осветило всему миру бессмертный героизм австралийских воинов», выразив соболезнования его родным. Как отмечал историк Лайонел Уигмор, несмотря на то, что Ньютон был рекомендован к награждению лишь за бой 16 марта 1943 года, внимания заслуживала вся его выдающаяся служба в Новой Гвинее.

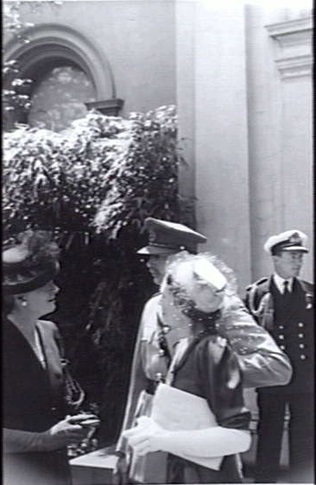
Церемония инвеституры, 1945 год

После Рона Миддлтона, Ньютон стал вторым и последним кавалером креста Виктории из членов Королевских ВВС Австралии, двенадцатым австралийцем и одиннадцатым австралийским военнослужащим во время Второй мировой войны, единственным награждённым этой высшей наградой за действия в Тихом океане, третьим — за Новогвинейскую кампанию, единственным — за кампанию в Саламауа, а также единственным из 22-й эскадрильи. Также Ньютон является одним из двух кавалеров креста Виктории из Сент-Килды вместе с Альбертом Джакой.

## Награды
Ньютон был удостоен следующих наград: Крест Виктории, звезда 1939—1945, Тихоокеанская звезда, военная медаль 1939—1945, австралийская медаль за службу 1939—1945.
30 ноября 1945 года генерал-губернатор герцог Глостерский вручил крест Виктории матери Ньютона, Минни, на церемонии в Доме правительства в Мельбурне. В 1965 году Минни Ньютон передала все награды своего сына на хранение в Австралийский военный мемориал.

## Память

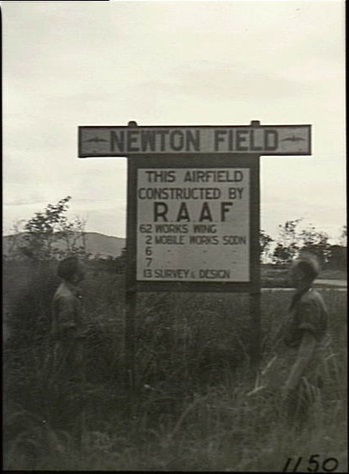
Аэродром в Надзабе

В 1945 году по истории жизни Ньютона был выпущен комикс. В 1990-х годах Кит Миллер безуспешно выступал против исключения Ньютона из программы выпуска почтовых марок «Австралийские легенды», первая из которых была посвящена крикетисту Дональду Брэдмену, при том, что впоследствии всё же были выпущены марки с кавалерами креста Виктории.
Полётный журнал, письма и корреспонденция, связанная со службой и награждением Ньютона, хранится в Австралийском военном мемориале. Там же находится портрет Ньютона, написанный в 1946 году художником Гарольдом Фридманом. Имена Ньютона, Лайона и Иствуда выбиты в Зале почёта Австралийского военного мемориала.
В 2008 году Ньютону была посвящена одна из экспозиций на выставке в Мельбурнской школе грамоты, а в 2015 и 2018 годах — церемонии «Последний пост» в Австралийском военном мемориале. В 2018 году на авиабазе «Ричмонд» был открыт мемориал памяти Ньютона.
Именем Ньютона названа дорога на аэродроме в Надзабе, на авиабазе «Уогга» в Уогга-Уогге, зона отдыха на Дороге памяти в Бивонге.